# Charles Hoguet

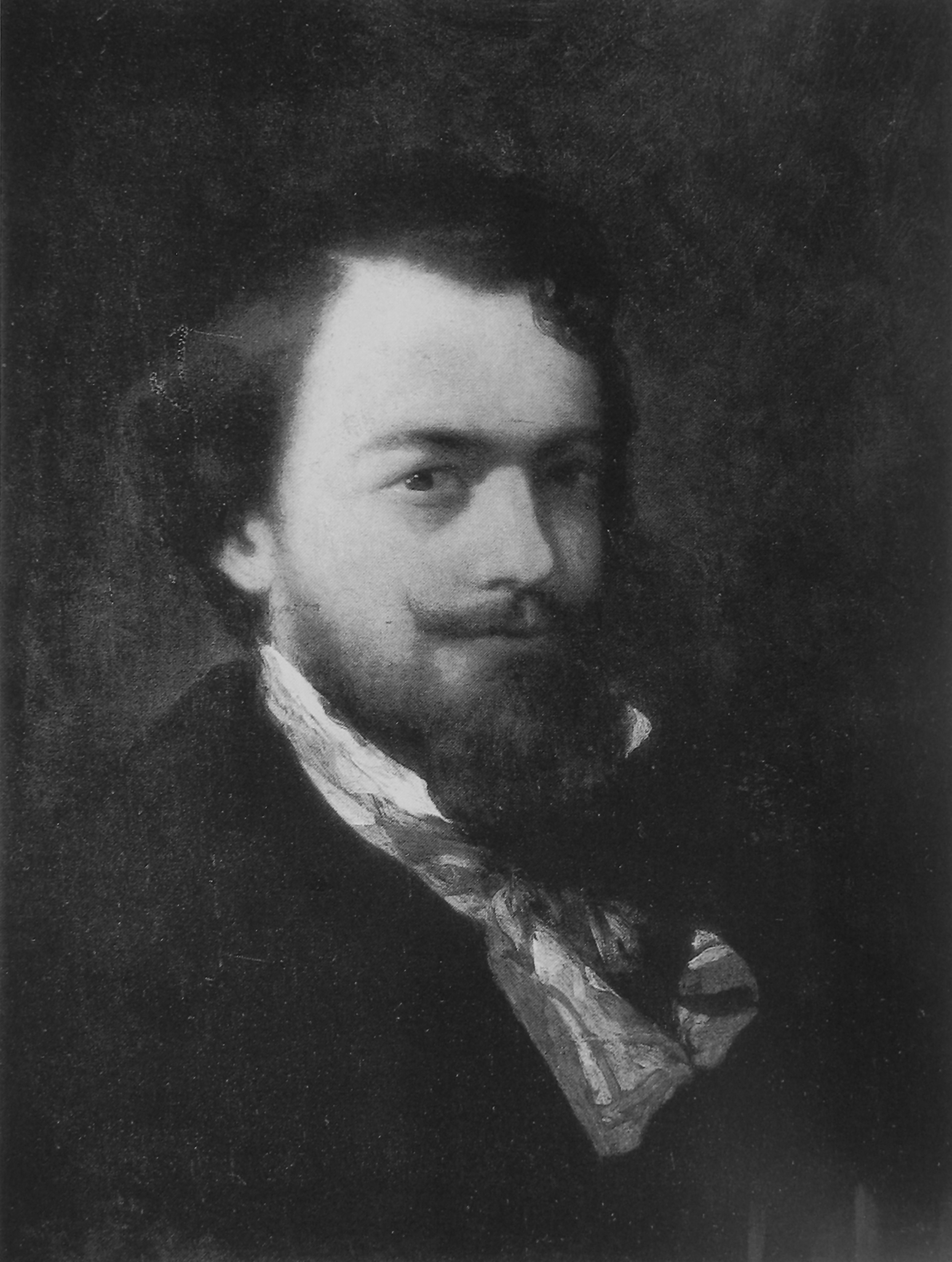
Charles Hoguet; Selbstbildnis

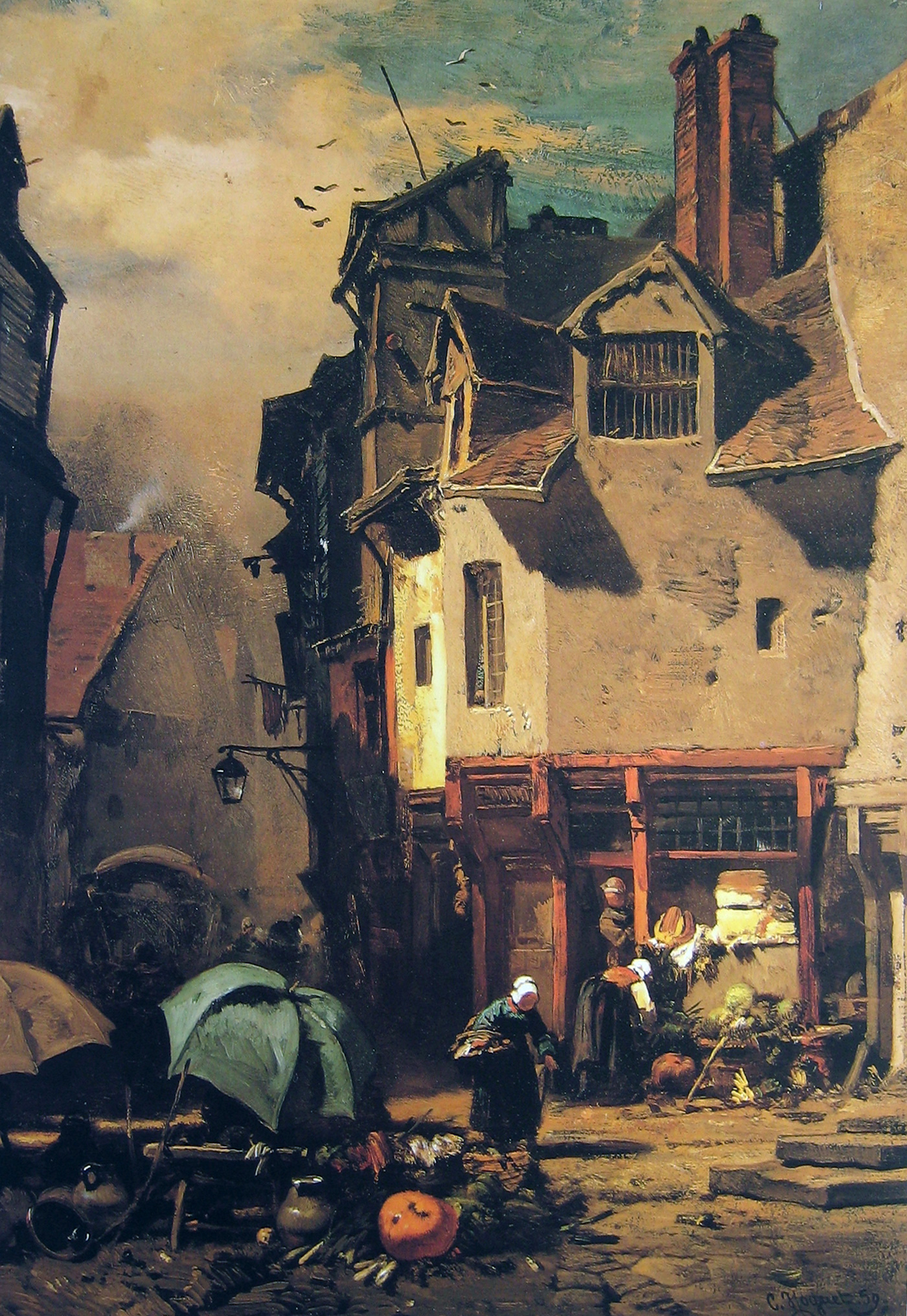
Charles Hoguet; Markt in Rouen, 1859

Charles Hoguet (* 21. November 1821 in Berlin; † 4. August 1870 ebenda) war ein deutscher Maler und gehörte als Hugenotte der Französischen Kolonie in Berlin an.

## Ausbildung
Charles Hoguet studierte Malerei bei Wilhelm August Krause. Als Achtzehnjähriger ging er zur weiteren Fortbildung nach Paris und war Schüler von Eugène Isabey und Eugène Cicéri. Anerkanntermaßen erwarb er sich in Frankreich großes handwerkliches Können und entwickelte eine brillante Technik.
Künstlerisch wurde er entscheidend von Isabeys Marinemalerei beeinflusst. In Paris konnte Hoguet auch seine frühen Arbeiten ausstellen und hatte seine ersten Erfolge. Dies veranlasste jedoch einige Kritiker in Berlin, ihn der französischen Schule zuzurechnen.

## Wirken in Berlin
Nach einigen Reisen durch Westeuropa ließ sich Hoguet 1848 schließlich in Berlin nieder. Er lebte und arbeitete dort bis zu seinem Tode und schuf in dieser Zeit nach eigenen Aufzeichnungen insgesamt 423 Ölgemälde; Meeresküsten und das Meer, Marinen, die Normandie oder Helgoland und auch Stillleben gehörten bis zum Schluss zu seinen bevorzugten Darstellungen.
Hoguet nahm regelmäßig an den akademischen Kunstausstellungen teil und wurde 1869 Mitglied der Akademie. Fontane schrieb anlässlich der Berliner Kunstausstellung von 1863: „Die Oberkunst ist nicht seine Kunst. Aber auf jedem Gebiete, das die Bezeichnung ‚groß‘ beflissentlich vermeidet, ist er zu Hause: normannische Windmühlen und Küchenjungen, Bootsleute und Trüffelpasteten, Hammelherden und Staubwolken, hinter denen eine Gewittersonne untergeht, alles was Genre und Landschaft mit ihren weiten Armen umspannen, die große ‚Kleinwelt‘ ist seine Welt.“
Zu seinen Schülern gehörte seine Stieftochter Elise Hedinger (1854–1923).

## Werke (Auswahl)
Werke von Charles Hoguet sind in folgenden Museen ausgestellt: Nationalgalerie Berlin, Museum Leipzig, Museum Lübeck, Museum Breslau, Hamburger Kunsthalle, König Albert Museum in Chemnitz, Museum Königsberg, Museum Danzig, Museum Stettin und Galerie Tretjakoff in Moskau. Hier eine thematische Auswahl:
- Windmühle in der Normandie, 1852, Lindenau-Museum Altenburg
- Ansicht von Eberswalde, Niedersächsisches Landesmuseum Hannover, Landesgalerie
- Gestrandete Schiffe, Staatliche Kunsthalle Karlsruhe
- Kürbis auf Bauernstuhl, 1853, Alte Nationalgalerie Berlin
- Selbstbildnis, Alte Nationalgalerie Berlin
- Jagdstilleben, Alte Nationalgalerie Berlin
- Letzte Mühle auf dem Montmartre, Alte Nationalgalerie Berlin
- Der Markt zu Wernigerode, 1848, Hamburger Kunsthalle